# Oceanodroma markhami
Oceanodroma markhami е вид птица от семейство Hydrobatidae.

## Разпространение
Видът е разпространен в Колумбия, Коста Рика, Перу и Чили.